# Папиаменто
Папиаменто или папяменто (papiamento) или папиаменту (papiamentu) е креолски език с иберороманска основа, който е роден за населението на острови Аруба, Кюрасао (където е и официален) и Бонер.
Езикът е в голяма степен базиран на португалския и испанския, но има силни влияния от африканските езици, туземните американски езици, както и от английския и холандския.

## Диалекти
Папиаменто има 2 основни диалекта: един в Аруба и един в Кюрасао и Бонер. Различията са основно в произношението и лексикални. Много думи, които в Аруба завършват на „o“, в Кюрасао и Бонер завършват на „u“ (palo/palu – дърво).

## Фонетика
В езика се различават 9 гласни звука: /a/, /e/, /ɛ/, /i/, /o/, /ɔ/, /u/, /ø/, /y/, както и звука шва.

## Лексика
Произходът на лексиката в папиаменто е основно романски (около 60%) при което първичният португалски слой е постепенно испанизиран, в т.ч под влиянието на шпаньолски. Около 25% от речника е съставен от нидерландски.
Думи с ибероромански произход:
- Kuá? (порт. qual?, исп. cuál?) – който? какъв?
- Barbulet (порт. Borboleta) – пеперуда
- Sapatu (порт. Sapato, исп. Zapato) – обувка
- Kachó (порт. и исп. Cachorro) – куче
- Galiña (исп. Gallina, порт. galinha) – кокошка
- Siudat (исп. Ciudad, порт. cidade) – град

Думи с холандски произход:
- Blou (нид. Blauw) – син
- Buki (нид. Boekje) – книга
- Lesa (нид. Lezen) – чета
- Apel/aplo (нид. Appel) – ябълка

Думи с английски произход:
- Bòter (англ. Bottle) – бутилка